# 黄河街道 (温县)
黄河街道是中华人民共和国河南省焦作市温县下辖的一个街道办事处。

## 行政区划
黄河街道下辖以下村级行政区划单位：
东张王村、中张王村、西张王村、张庄村、滩王庄村、滩陆庄村、盐东村、麻峪村、平王村、下石井村、北冶村、朱家庄村和东关白庄村。